# آب‌بخشان (شازند)
آب‌بخشان یک روستا در ایران است که در مالمیر واقع شده‌است. آب‌بخشان ۱۲۷ نفر جمعیت دارد.